# Schiffswerft Bolle
Die Schiffswerft Bolle ist eine Werft in Derben in Sachsen-Anhalt. Das Unternehmen beschäftigt sich mit dem Neubau, Umbau, Modernisierung und Reparatur von Fähren, Fracht-, Arbeits-, Fahrgast- und Spezialschiffen, Prahmen und Schuten.

## Geschichte

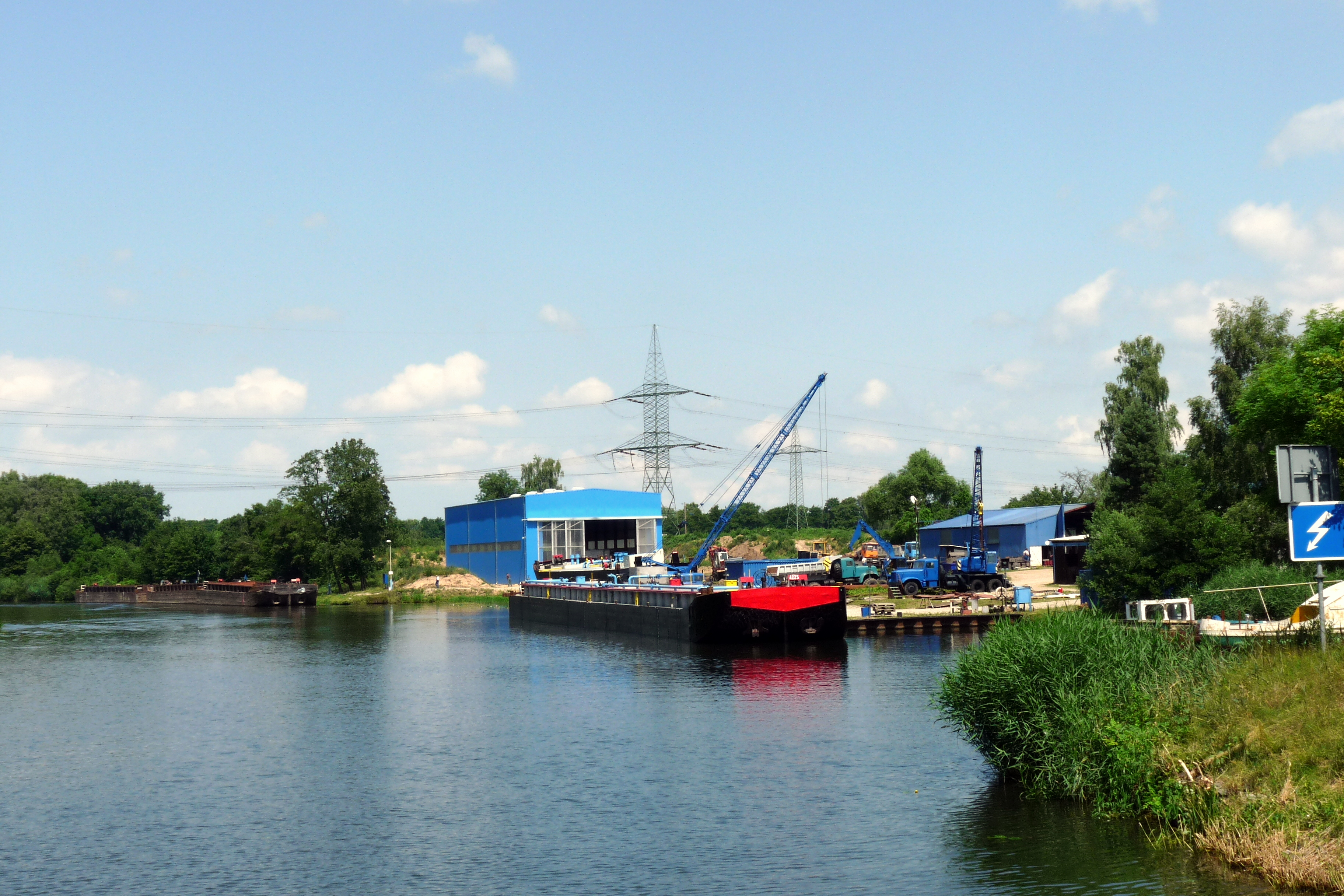
Schiffswerft Bolle in Neuderben am Kanal

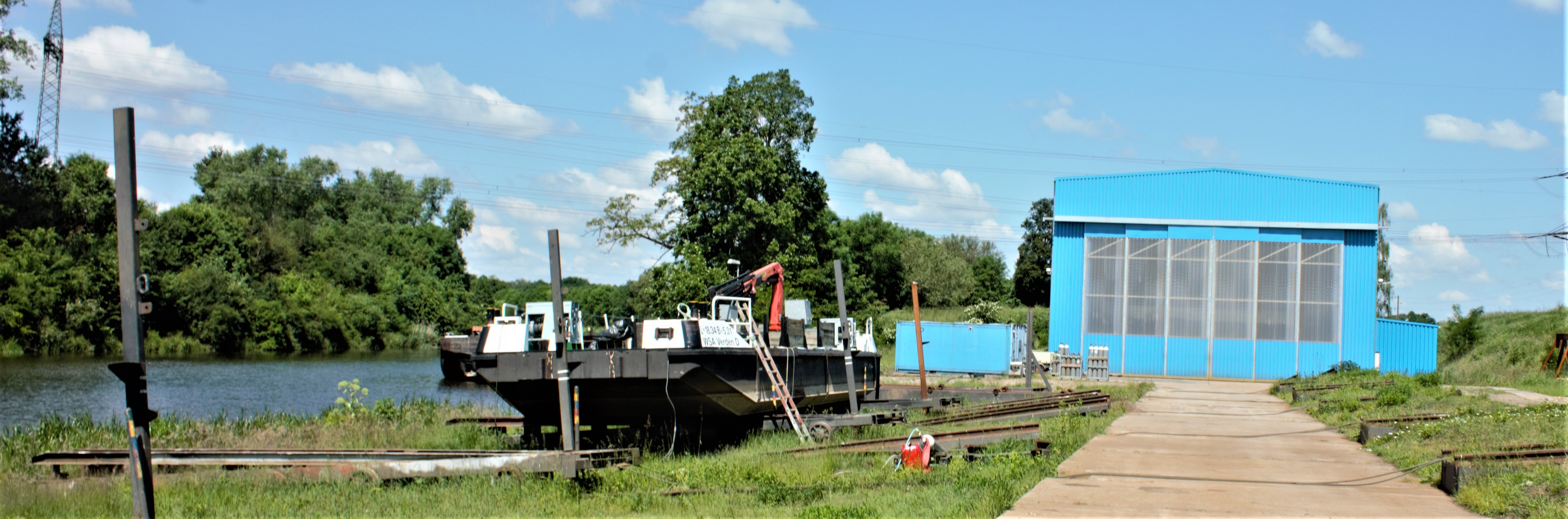
Blick auf die Schiffbauhalle der Schiffswerft Bolle in Neuderben am Pareyer Verbindungskanal

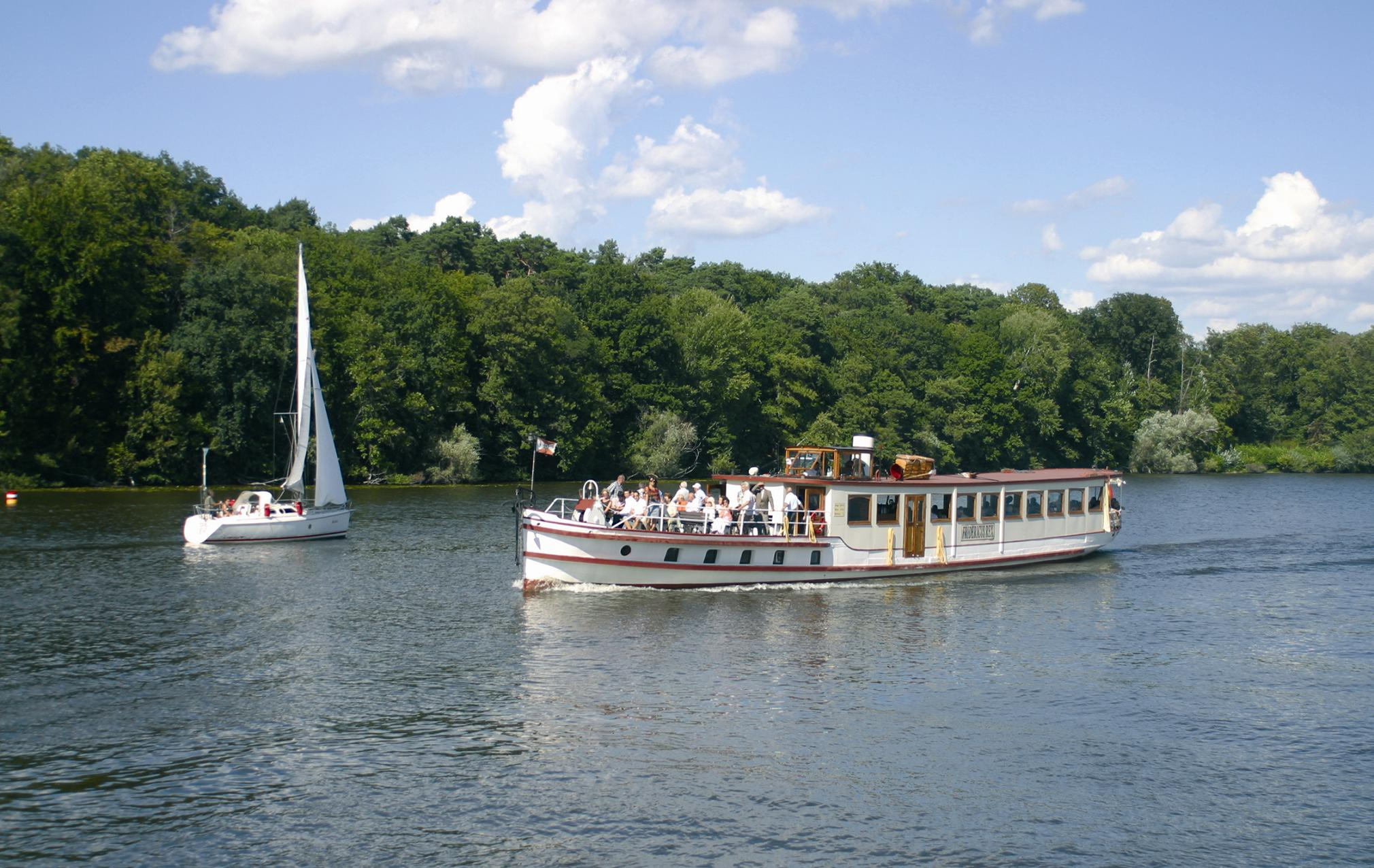
Das Fahrgastschiff Fridericus Rex wurde auf der Schiffswerft Bolle aufwendig restauriert

Die Werft wurde 1861 unter dem Namen „Schiffswerft Gebrüder Bolle“ am Plauer Kanal, heute Pareyer Verbindungskanal, bei Derben für den Bau von Binnenschiffen gegründet. Die Lage der Werft ist verkehrstechnisch günstig, da die Schleuse Parey die Werft vor Wasserstandsschwankungen der nahe gelegenen Elbe bewahrt und die Werft über den Elbe-Havel-Kanal und über die Elbe zu erreichen ist.
Im Bauprogramm waren vorwiegend Schleppkähne und Gütermotorschiffe bis 450 t Tragfähigkeit. Besonderheiten waren ein Werkstattschiff, mehrere Stoßboote und vier seegehende Seiner, die von 1948 bis 1950 hier entstanden. Stoßboote sind motorisierte Beiboote, den „Fliegern“, die aus einem Schleppkahn in Ermangelung von Schleppern einen Selbstfahrer machen.
1990 wurde die Werft wieder privatisiert und an die ursprünglichen Eigentümer bzw. Nachfolger zurückübertragen.

## Nach der Wiedervereinigung
Der Werftbetrieb wurde von der Familie Bolle in den folgenden Jahren umstrukturiert, modernisiert und firmiert wieder unter dem Namen „Schiffswerft Bolle“. Bis 1998 entstanden hier insgesamt rund 100 Schiffe. Inzwischen hat die Werft ein vielseitiges Angebot zum Neubau, Reparatur, Umbau und Ausbau von Binnenschiffen.
Eine Besonderheit der Werft sind Ausflugschiffe vom Typ AquaCabrio, die mit einer flexibel nutzbaren Überdachung ausgestattet sind. Damit können Fahrgäste die Sonne unter freiem Himmel genießen. Bei Regenschauer kann die Überdachung schnell geschlossen werden und bietet auch geschlossen gute Sichtverhältnisse.
Diese Schiffe sind mit 180-kW-Dieselmotoren zum Antrieb der Propeller ausgestattet. Für ein gutes Manövrierverhalten sorgen das hinter dem Propeller wirkende Kastenruder und das im Bug angeordnete Bugstrahlruder.

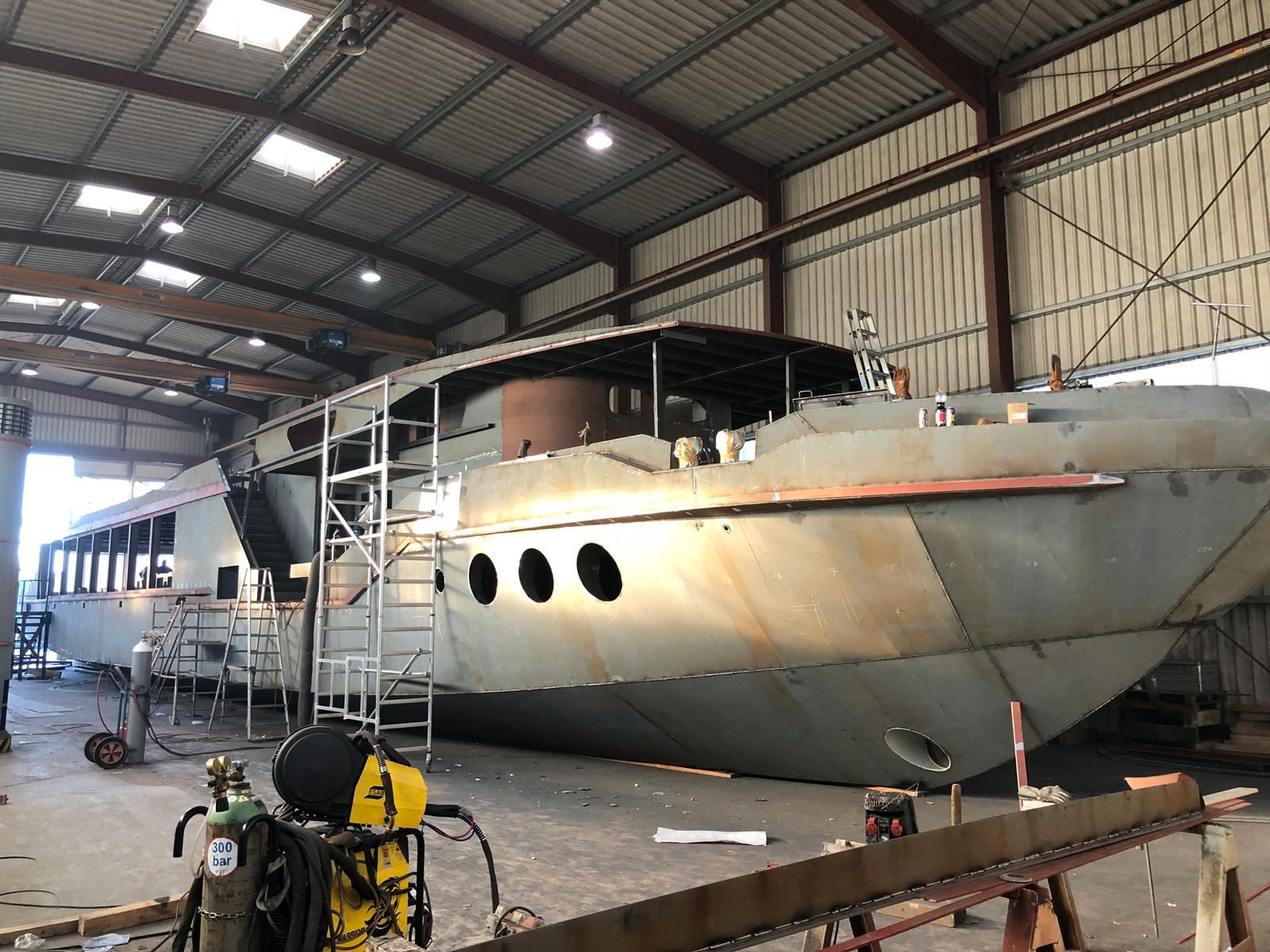
Bau der Schwielowsee in der Schiffbauhalle der Werft

## Innovationspreis Binnenschifffahrt 2019
Für die Entwicklung und den Bau der Schwielowsee hat die Schiffswerft Bolle den Innovationspreis Binnenschifffahrt 2019 erhalten. Zum siebten Mal nahm Geschäftsführer Mario Bolle die Auszeichnung auf der Messe Shipping-Technics-Logistics (STL) in Kalkar entgegen.
Die Schwielowsee wurde für die Weiße Flotte Potsdam gebaut und das 41 m lange und 6,50 m breite Personenschiff kann bis zu 250 Gäste auf den Seen und Wasserstraßen in Berlin und Brandenburg befördern.
Es wird von zwei Elektromotoren mit jeweils 120 kW angetrieben, die den Strom von Lithium-Ionen Akkus erhalten, die ihrerseits während der Liegezeit landseitig mit Ökostrom geladen werden.  Als Partner für die Stromversorgung wurde die Energie & Wasser Potsdam gewonnen. Bei längeren Touren starten Dieselgeneratoren, die mit synthetischem Kraftstoff betrieben werden. Er wird aus Erdgas hergestellt, mit dem Vorteil von geringeren Partikel- und NOx-Emissionen.

## Neubauten der Werft (Auswahl)

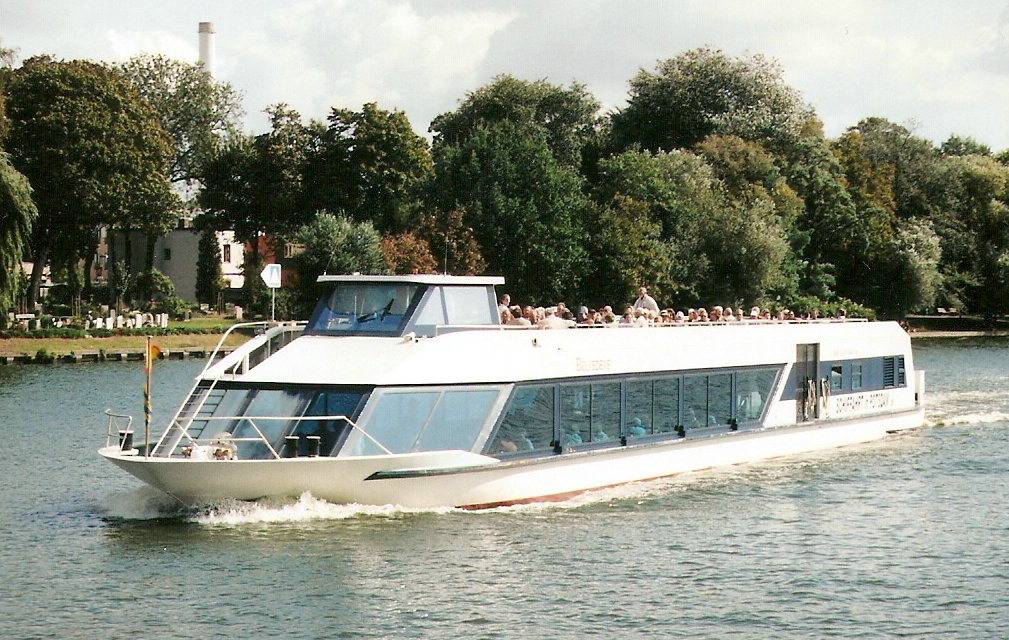
Fahrgastschiff Belvedere auf der Spree vor Stralau
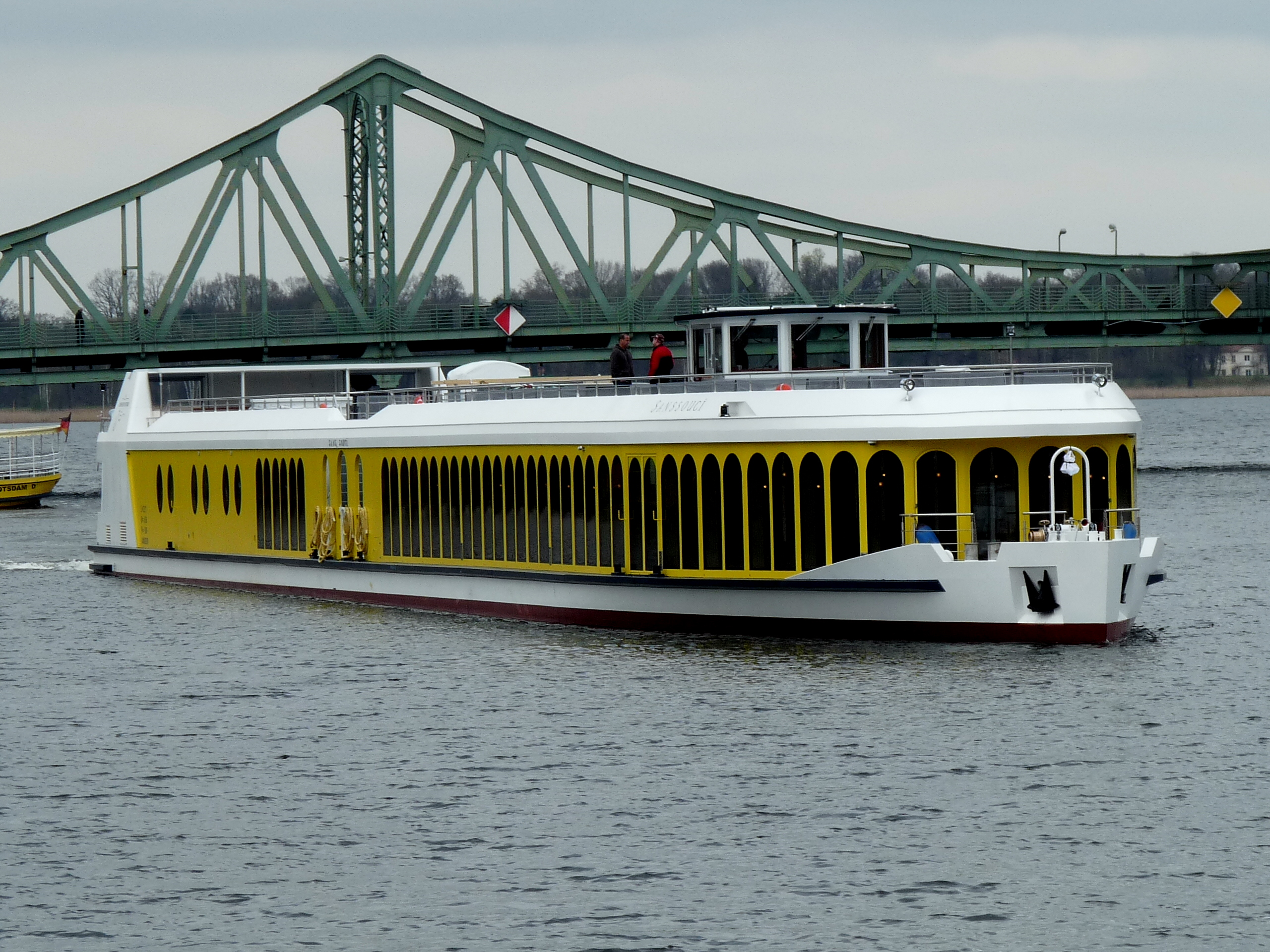
Fahrgastschiff Sanssouci an der Glienicker Brücke
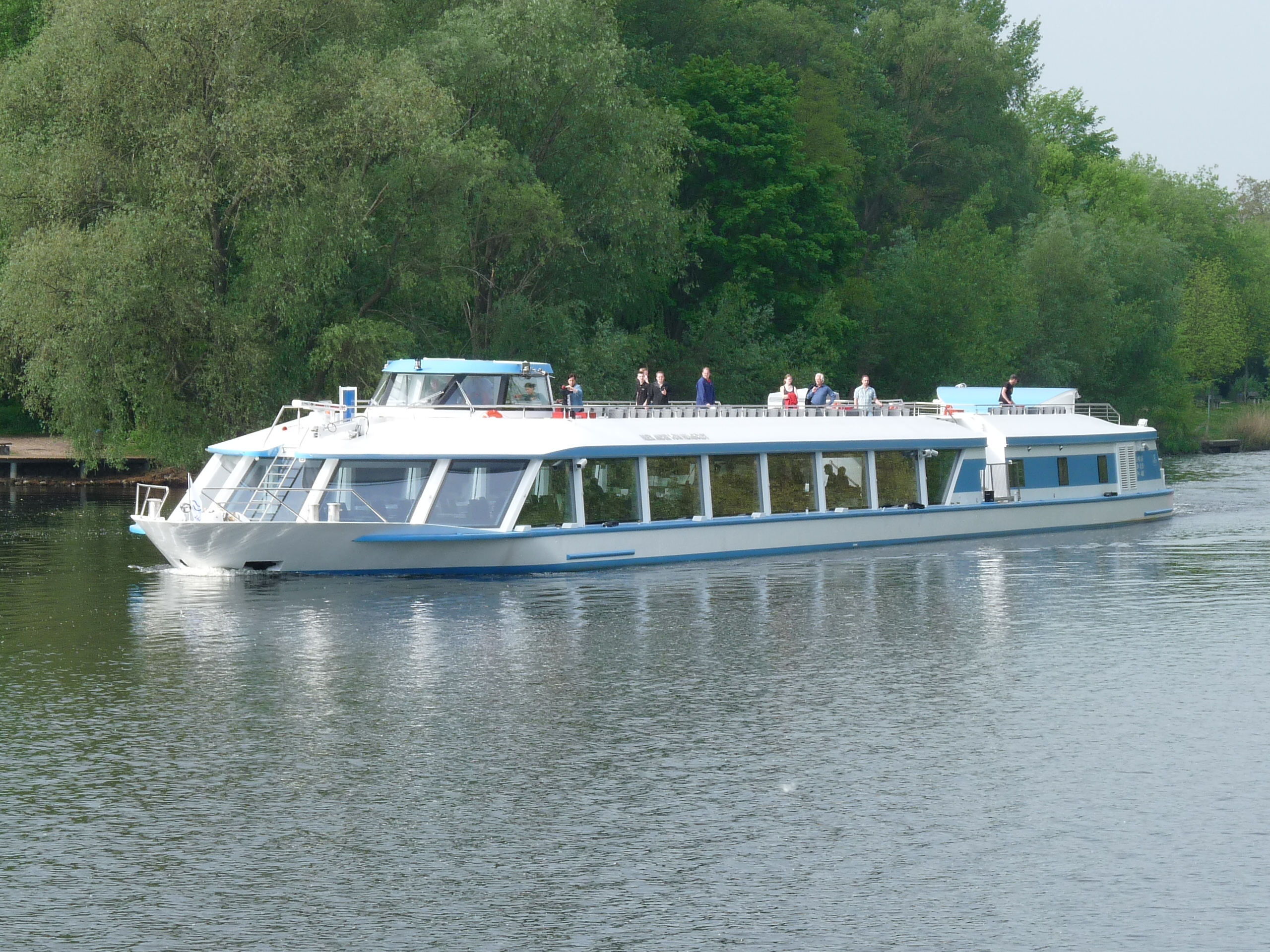
Fahrgastschiff Alexander von Humboldt auf der Havel in Potsdam
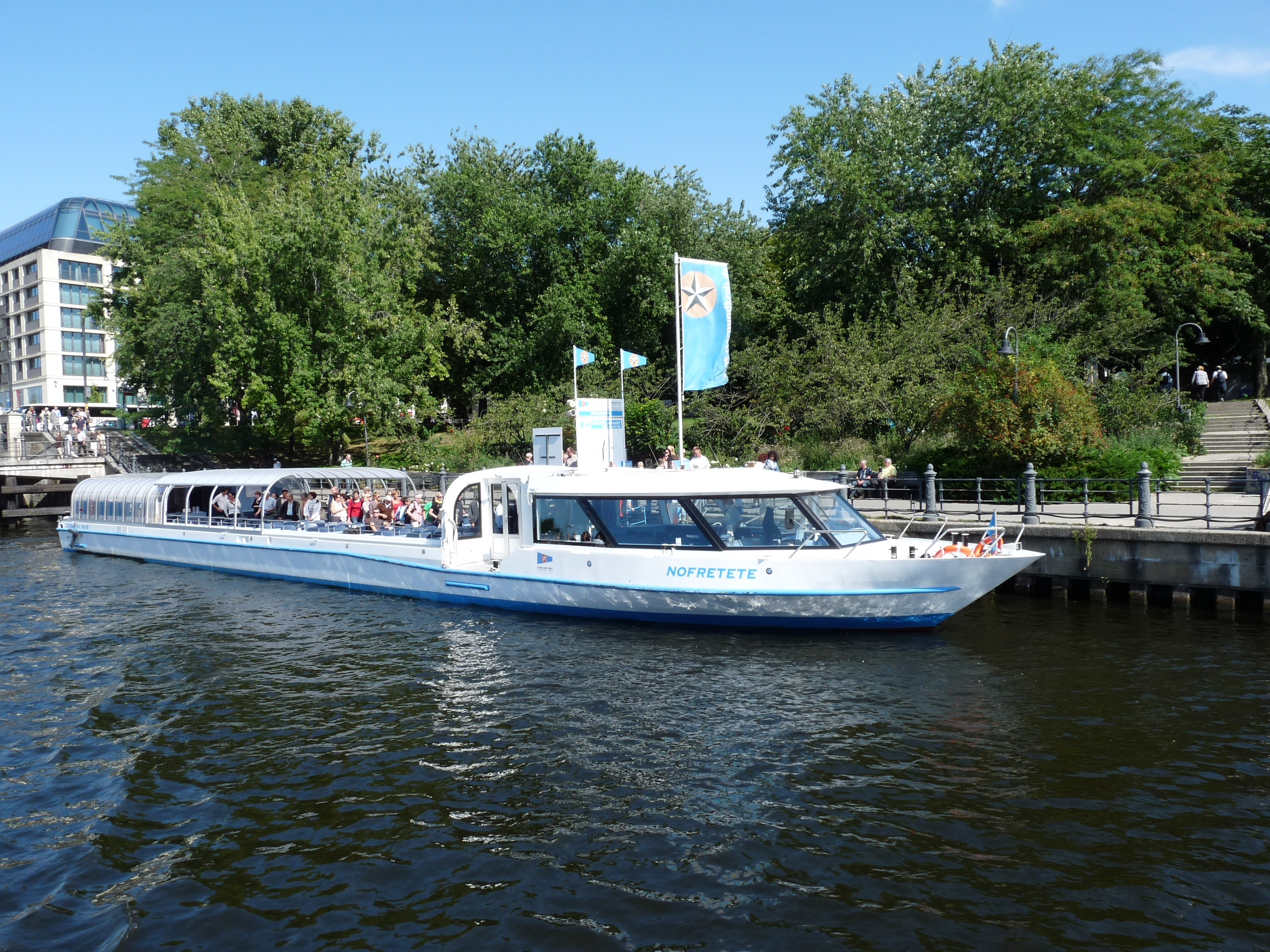
Das Fahrgastschiff Nofretete am Anleger oberhalb der Liebknechtbrücke in Berlin auf der Spree
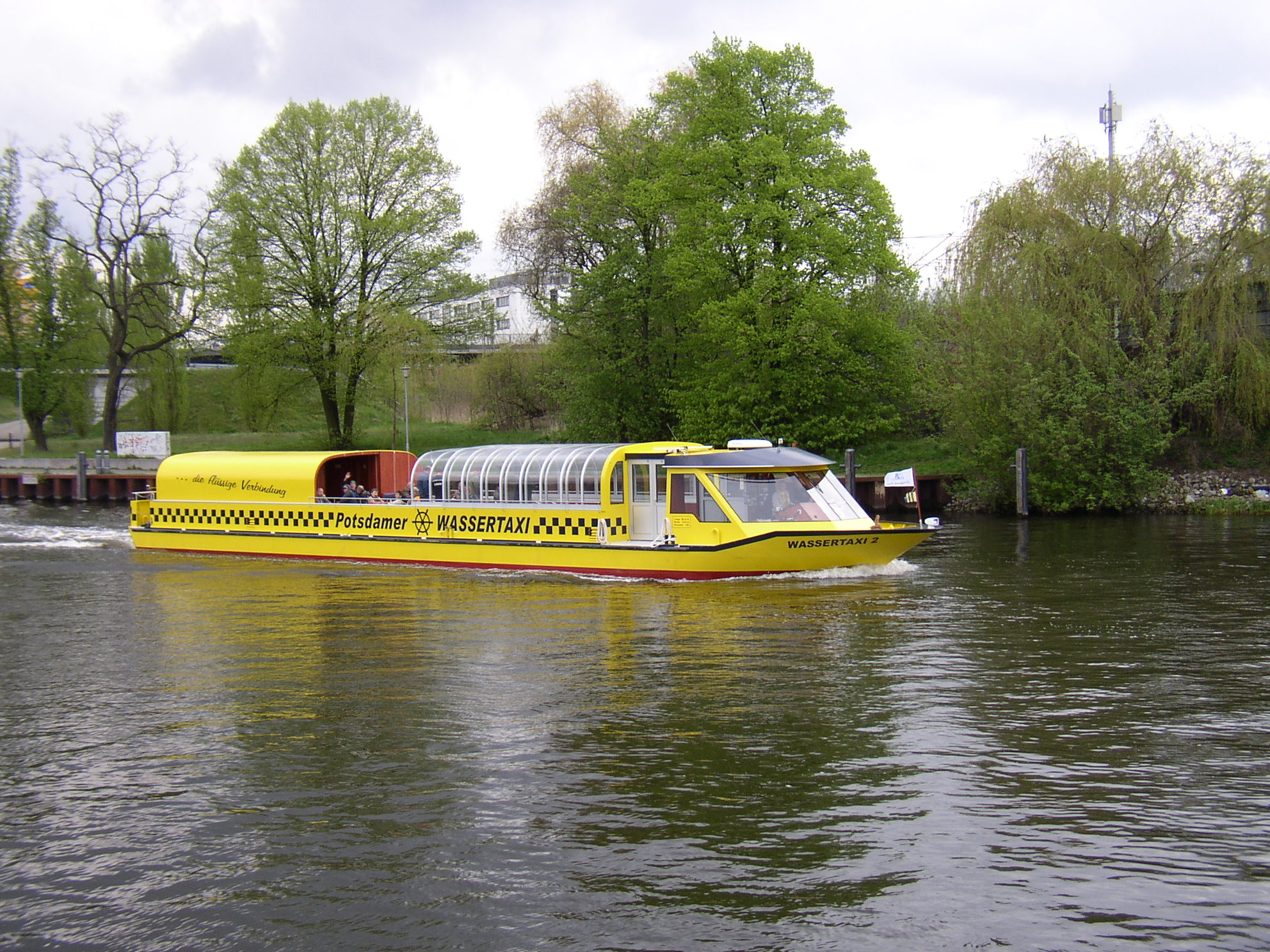
Potsdamer Wassertaxi, Beispiel „AquaCabrio“
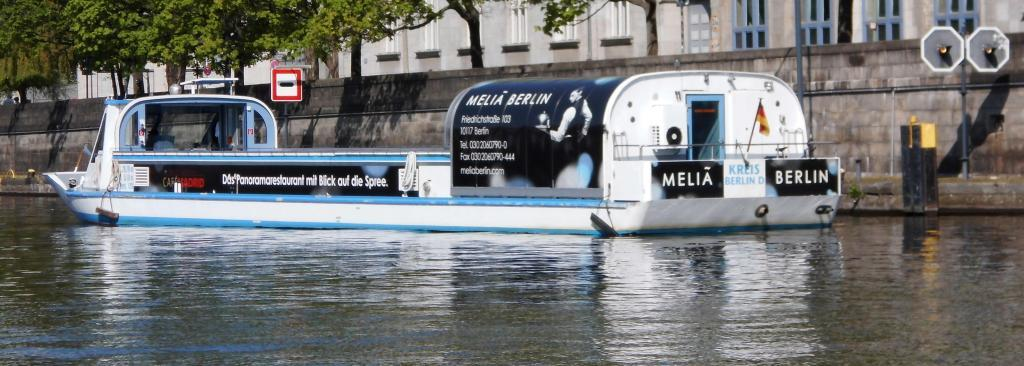
Die AquaCabrios Stern und Kreis, sind Schwesterschiffe
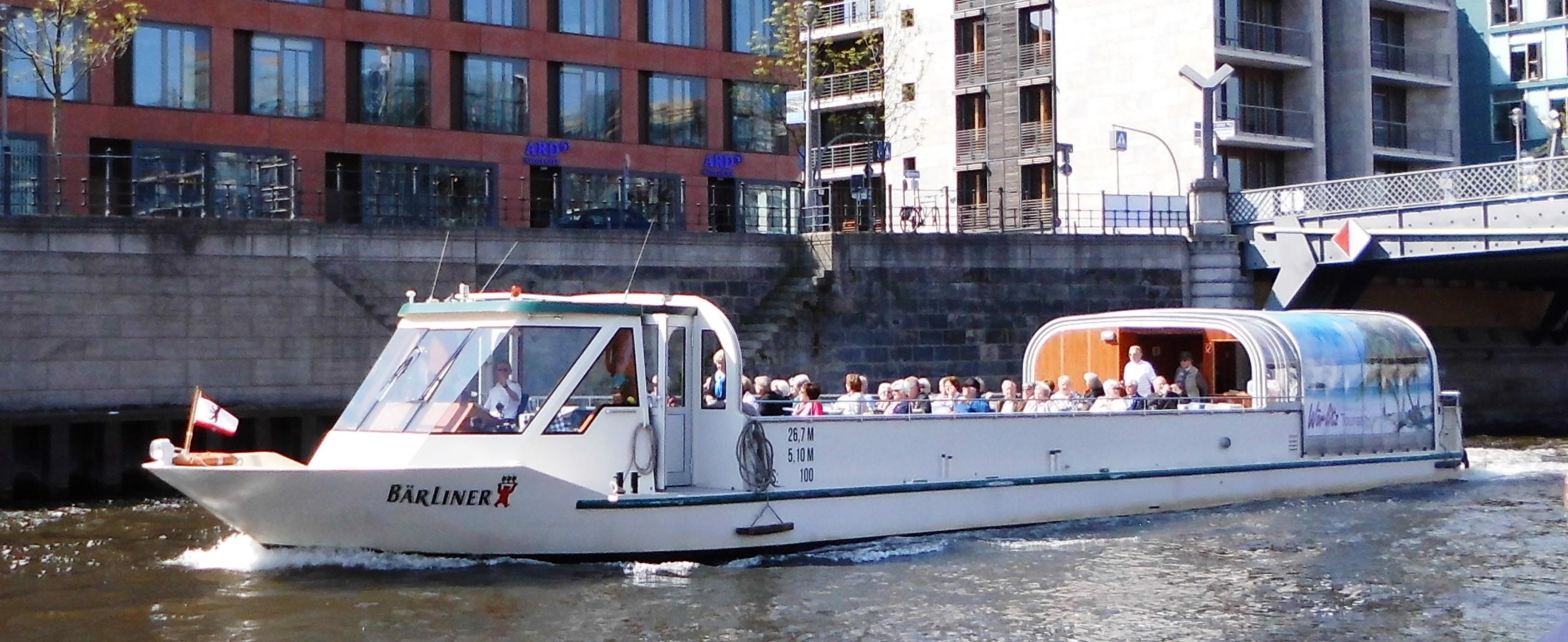
Das AquaCabrio Bärliner hat eine Länge von 26 Metern und ist fünf Meter breit
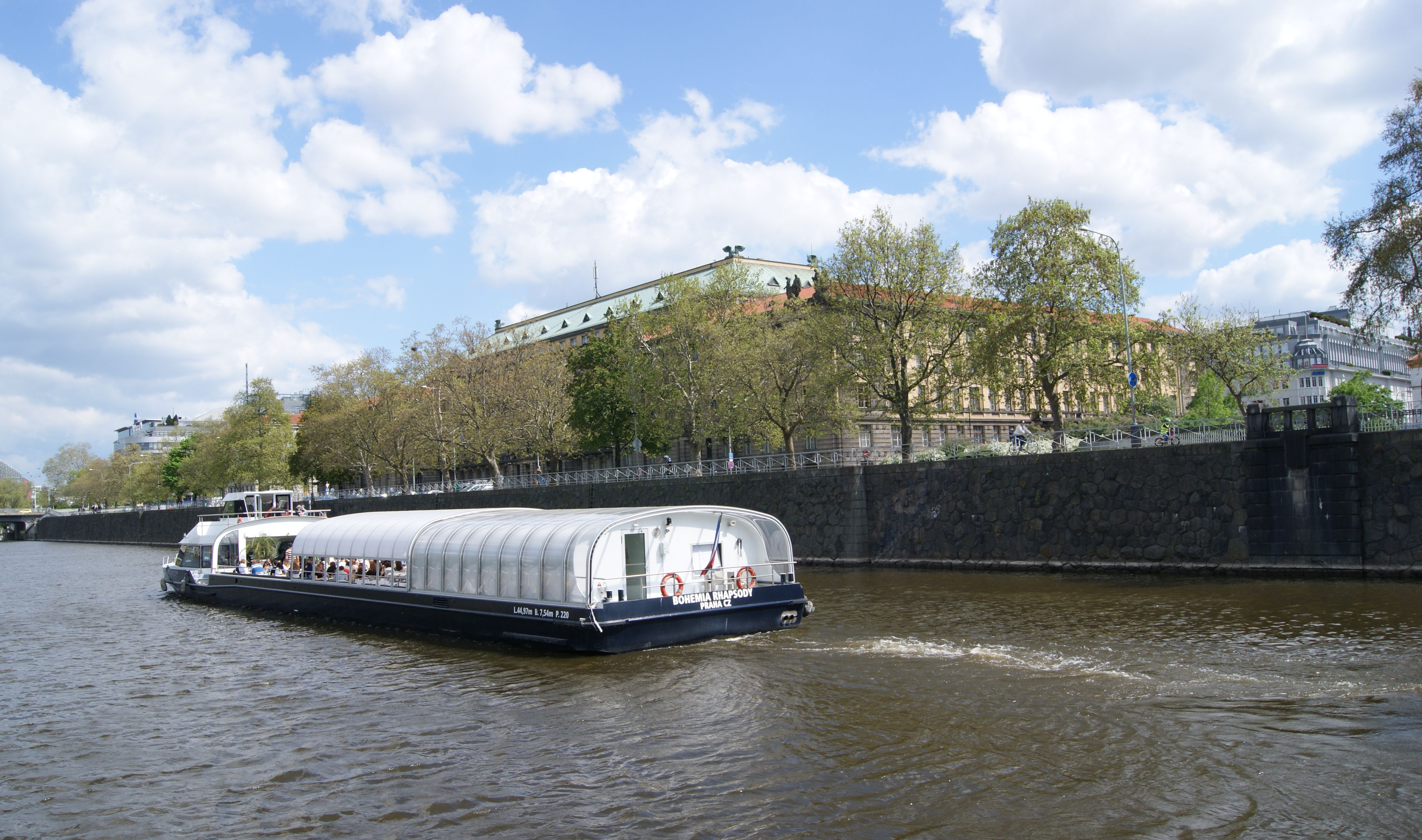
Bohemia Rhapsody, Hybrid-Passagierschiff, das von der Schiffswerft 2015 an die Prager Dampfschifffahrtsgesellschaft abgeliefert wurde
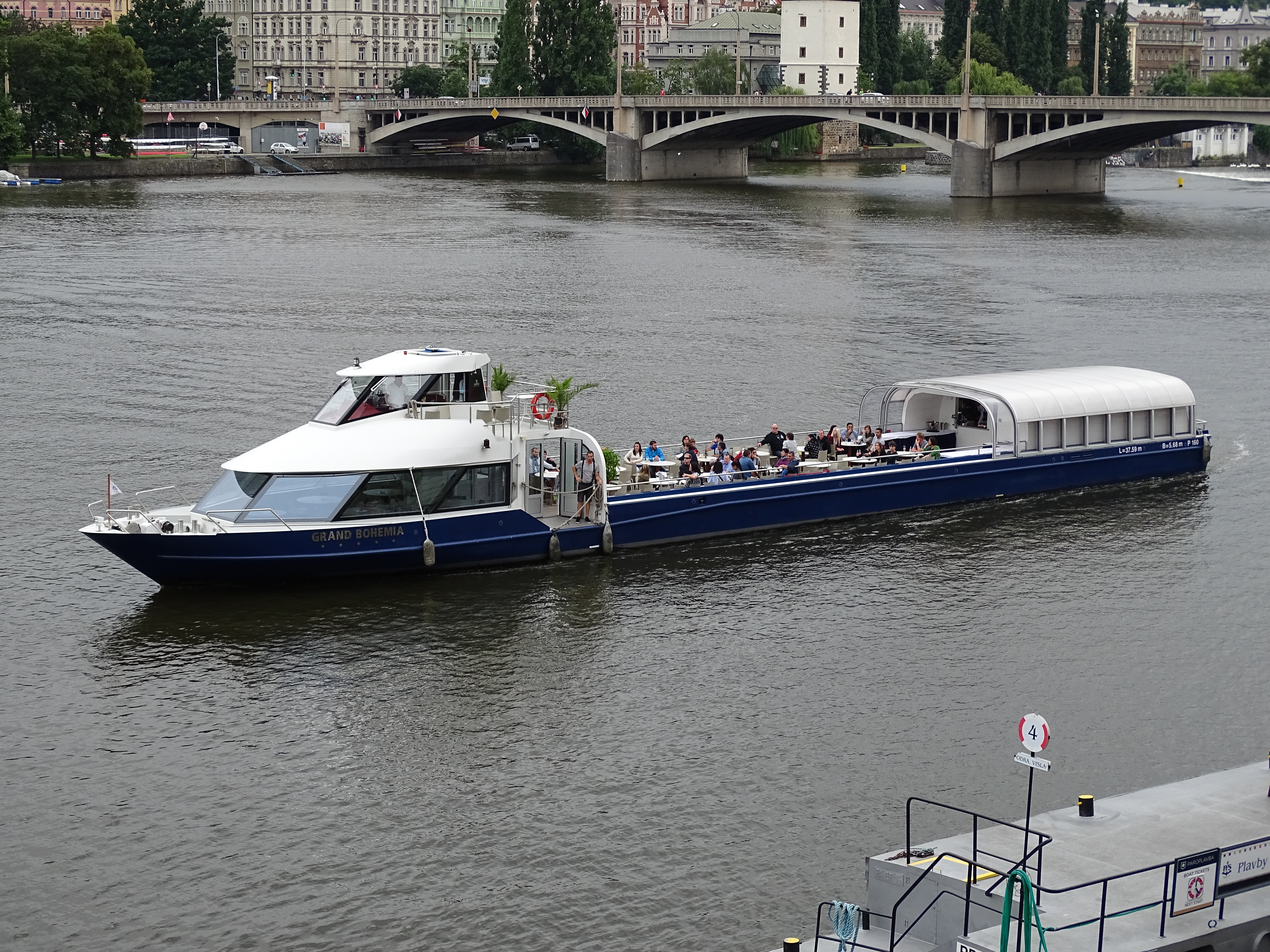
Grand Bohemia der Prager Dampfschifffahrtsgesellschaft
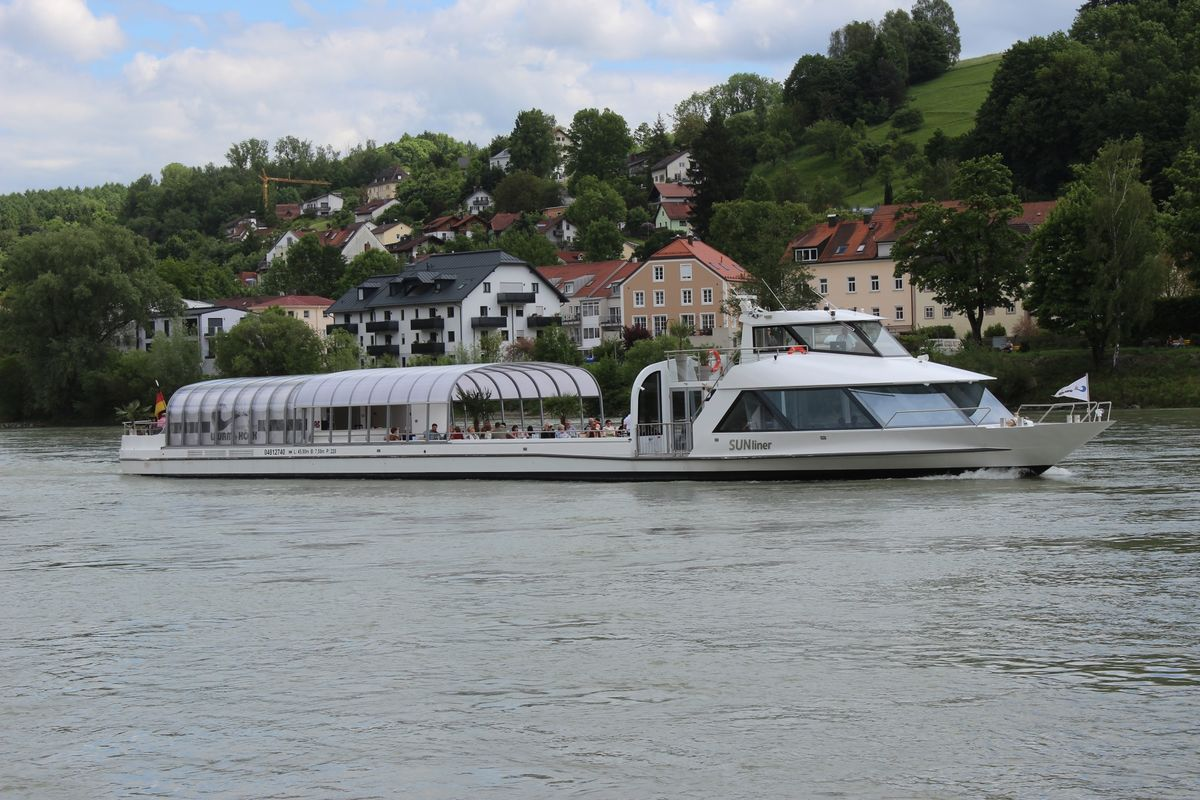
Aquacabrio Sunliner auf dem Inn in Passau
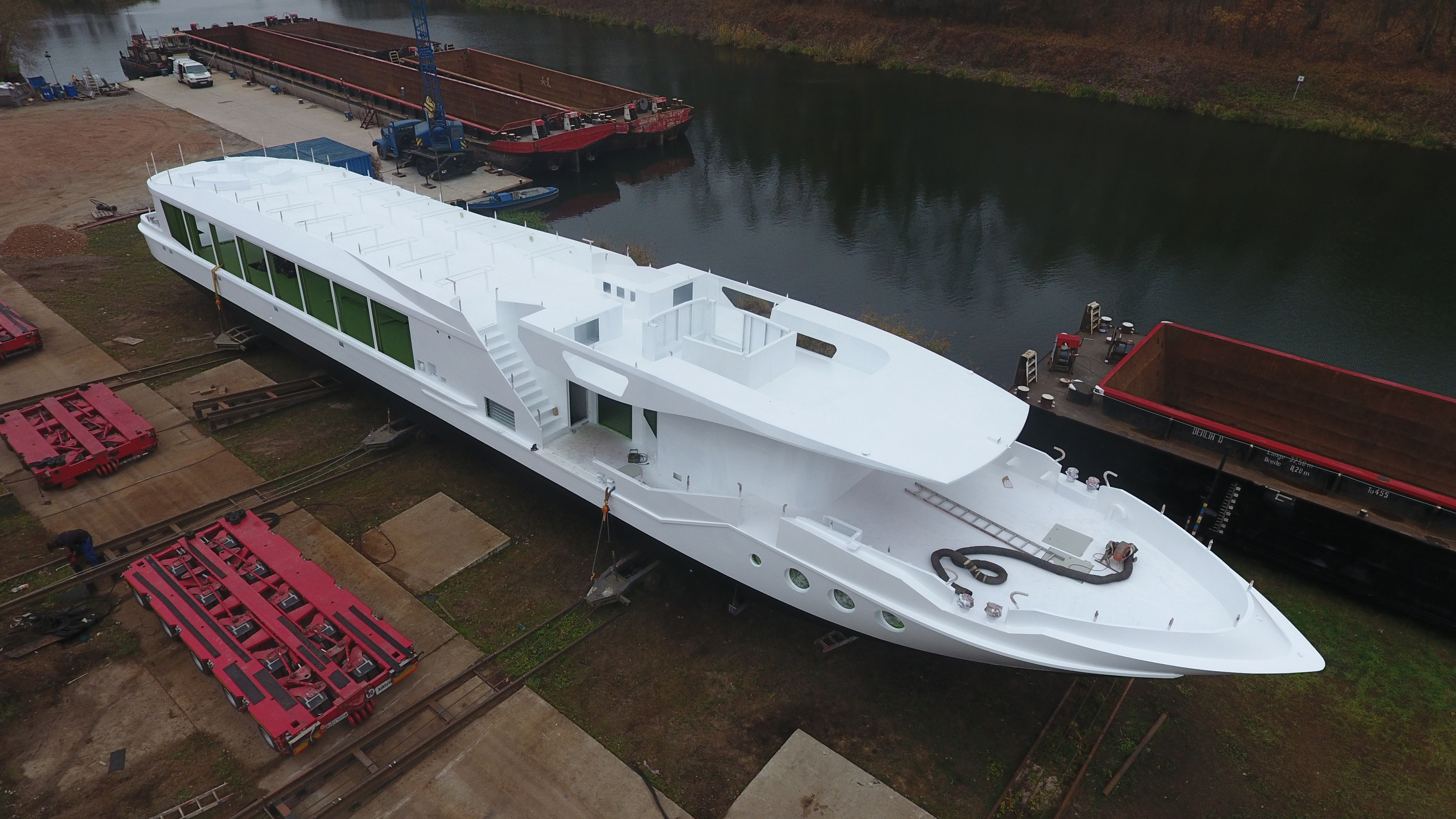
Schwielowsee kurz nach dem Verlassen der Bauhalle
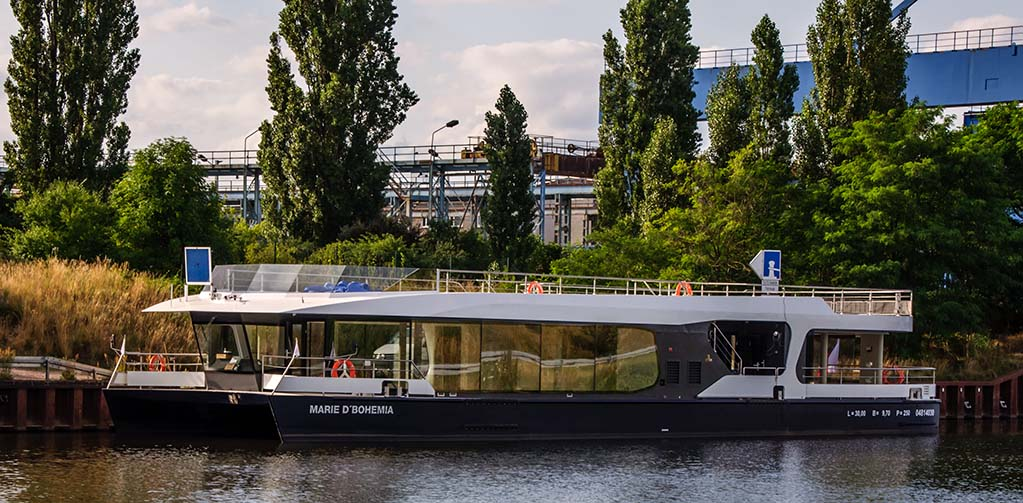
Fahrgastschiff Marie D’Bohemia der Reederei Prague Boats